# Plawy
Plawy (niem. Wirtschaftshof Plawy) – niemiecki nazistowski podobóz KL Auschwitz, zlokalizowany w Pławach.  

## Historia
Podobóz Plawy był przedostatnim założonym przez Auschwitz w grudniu 1944 r. Pławy to niewielka wieś, która administracyjnie wchodzi w skład gminy Oświęcim. Znajduje się około 2 km na zachód od miasta Oświęcim i znajduje się w bezpośrednim sąsiedztwie byłego obozu koncentracyjnego Auschwitz-Birkenau. Wiosną 1941 r., tuż po wysiedleniu mieszkańców, do Pław zaczęły codziennie przybywać więźniowie z Auschwitz-Birkenau. Pierwsi więźniowie kopali rowy melioracyjne biegnące od Wisły w kierunku Rajska. Jeszcze przed utworzeniem podobozu w Pławach znajdował się folwark SS. Więźniarki z obozu kobiecego Auschwitz-Birkenau codziennie maszerowały do pracy w Pławach. Nie wiadomo dokładnie, kto i kiedy podjął decyzję o utworzeniu małego podobozu w Pławach. Być może dowództwo Auschwitz II-Birkenau uznało, że codzienne chodzenie do pracy przez więźniów było nieefektywne, w wyniku czego byli wyczerpani, zanim dotarli na miejsce. Na początku grudnia 1944 r. w Pławach przebywało około 200 więźniów płci męskiej (Polacy, Żydzi i Rosjanie). 5 stycznia 1945 r. do obozu przywieziono około 200 więźniarek (głównie Rosjanek).
Na terenie podobozu wzniesiono kilka drewnianych baraków. Obóz składał się z dwóch części: gospodarczej i mieszkalnej. Część gospodarcza znajdowała się od strony głównego wejścia do obozu, obok którego stał niewielki barak, w którym mieściło się biuro obozowe. Bezpośrednio obok znajdowały się: barak narzędzi rolniczych, obora dla krów, stodoła oraz stajnie dla owiec i dla koni. Na tyłach za zabudowaniami gospodarczymi stały dwa baraki mieszkalne dla więźniów. Baraki więźniarskie wyposażone były w prycze ze słomianymi materacami oraz piece polowe do ogrzewania. Baraki więźniarskie wsparte były na drewnianych podporach, około 80 cm nad ziemią. Prowadziły do nich drewniane schody. Przy wejściach do baraków ustawiono blaszane umywalki i zbiornik na wodę. Baraki męskie i żeńskie oddzielone były od siebie ogrodzeniem z drutu kolczastego. Wodę czerpano ze studni wierconej przez więźniów. Obóz otoczony był dwoma rzędami drutu kolczastego rozwieszonego na betonowych słupach, który nie był podłączony do prądu. Za ogrodzeniem obozu znajdowały się kopce, w których przechowywano buraki cukrowe, buraki pastewne, ziemniaki i białą marchew. Okoliczne pola były obsiane pszenicą i wyką. W podobozie znajdowała się również duża sterta nawozu. Przy zwierzętach gospodarskich (krowy pełnej krwi, konie, źrebięta, owce i świnie) pracowali zarówno więźniowie, jak i więźniarki. Pracowali także na okolicznych polach. Gospodarstwo w Pławach dostarczało m.in. mleko do obozowej mleczarni. Część więźniów pracowała na terenie obozu, a część poza nim.
18 stycznia 1945 r. więźniowie z podobozu Plawy dołączyli do grupy więźniów KL Auschwitz, którzy wyruszyli pieszo w marszu śmierci do Wodzisławia Śląskiego, skąd zostali wywiezieni w głąb Rzeszy.
Dotychczas miejsce nie zostało upamiętnione.